# ضريح جمال شاه
ضريح جمال شاه هو قبر الصوفي جمال شاه بابا. وهو موجود في مدينة لاهور -- عاصمة ولاية البنجاب ، باكستان. هناك مسجد مبني حول الضريح الذي يشمل مقبرة.

القبر هو أكثر من مجرد ضريح بسيط ، حيث يتم توفير المأوى والغذاء للفقراء.

## وصلات خارجية
- ضريح جمال شاه

‌